# Волін Олексій Михайлович
Олексій Михайлович Во́лін (6 (18) жовтня 1898, Круподеринці — 3 травня 1975, Харків, УРСР, СРСР) — український і російський радянський актор. Народний артист Української РСР (1956).

## Біографія
Народився 6 [18] жовтня 1898 року в селі Круподеринцях (тепер Лубенського району Полтавської області, Україна). У 1919 році закінчив студію при Таганрозькому драматичному театрі.
На сцені дебютував в 1920 році в Петроградському театрі мініатюр «Кажан». Працював в театрах Таганрогу, Краснодару, Ставрополя. Протягом 1926—1934 років — в театрі «Шахтарка Донбасу»; у 1934—1967 роках — актор Харківського російського драматичного театру.

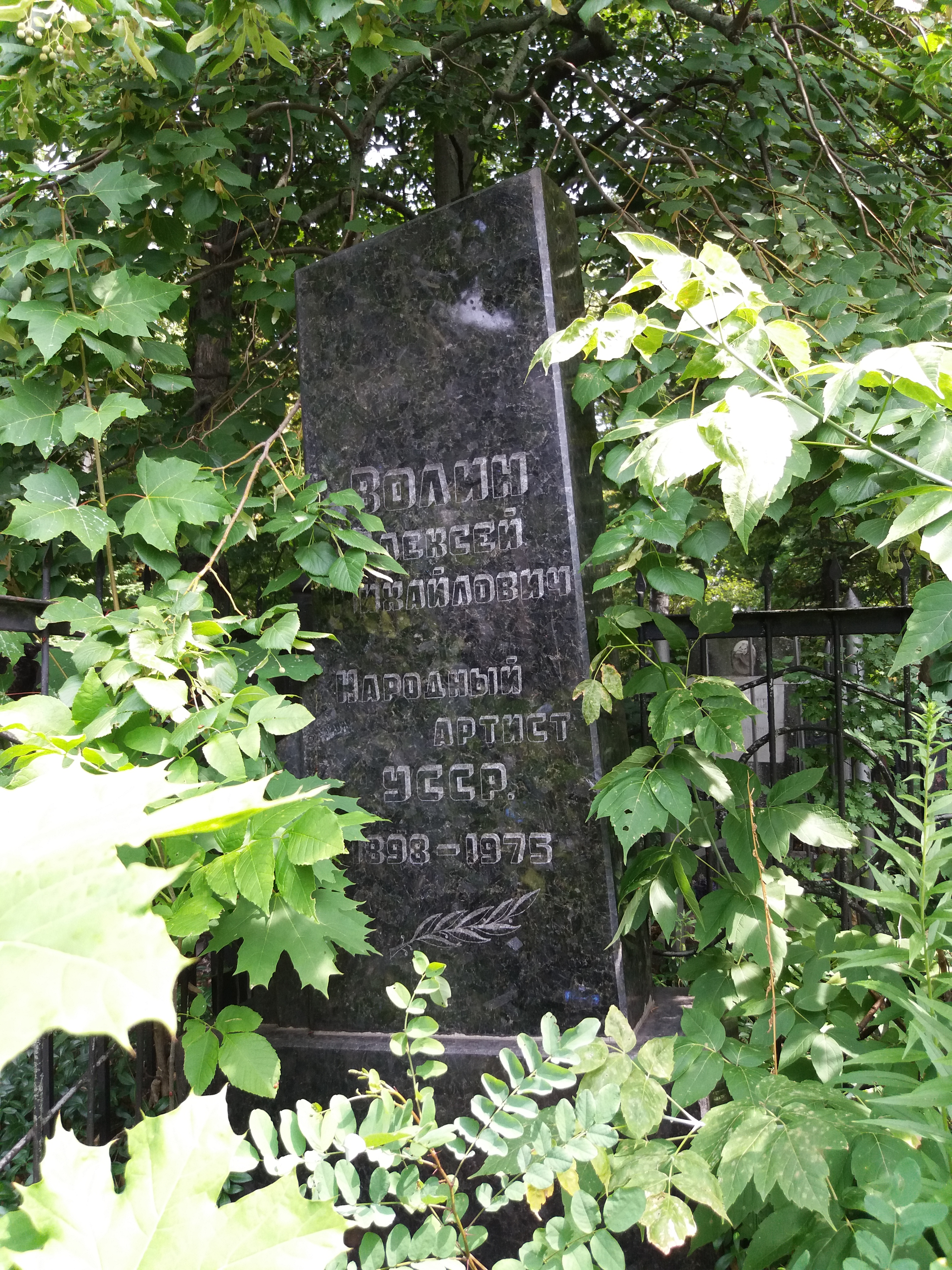
Могила Олексія Воліна.

Помер в Харкові 3 травня 1975 року. Похований в Харкові на Міському кладовищі № 2.

## Ролі
в театрі
- Чебутикін («Три сестри» Антона Чехова);
- Робінзон, Муравецький, Шмага («Безприданниця», «Вовки та вівці», «Без вини винні» Олександра Островського);
- Расплюєв («Весілля Кречинського» Олександра Сухово-Кобиліна);
- Боцман («Оптимістична трагедія» Всеволода Вишневського);
- Швандя («Любов Ярова» Костянтина Треньова);
- Сеньйор Бальбоа («Дерева вмирають стоячи» Алехандро Касони);
- Дулітл («Пігмаліон» Бернарда Шоу).
- Голова Укому («Шторм» Володимира Білль-Білоцерківського);
- Печенєгов («Вороги» Максима Горького);
- Купріянов («Неспокіна старість» Леоніда Рахманова);

в кіно
- Федір, робітник — «Страта» (1934);
- Піп — «Назар Стодоля» (1936)[1];

## Відзнаки
- Нагороджений орденом Трудового Червоного Прапора, медалями;
- Народний артист УРСР з 1956 року.